# The Idolmaster Cinderella Girls
The Idolmaster Cinderella Girls (アイドルマスター シンデレラガールズ?, Aidorumasutā Shinderera Gāruzu, ufficialmente scritto THE iDOLM@STER CINDERELLA GIRLS) è un videogioco giapponese free-to-play sviluppato da Cygames e Bandai Namco Entertainment per il social network Mobage, piattaforma disponibile per i dispositivi mobili. È stato pubblicato per la prima volta il 28 novembre 2011 per alcuni telefoni cellulari, salvo poi estendere la compatibilità ai dispositivi con sistema operativo iOS e Android il 16 dicembre 2011. Il gioco è basato sul franchise di The Idolmaster e ha per protagonista un nuovo gruppo di ragazze idol. Nel settembre 2015 un videogioco musicale sviluppato da Cygames e intitolato The Idolmaster Cinderella Girls Starlight Stage (アイドルマスター シンデレラガールズ スターライトステージ?) è stato pubblicato sul Google Play Store e sull'Apple Store in Giappone.
La storia di Cinderella Girls ruota attorno alla carriera di un produttore, incaricato di guidare e formare le future pop idol verso il successo. Il gameplay è nel formato tipico dei giochi di carte collezionabili, in cui ogni idol è rappresentata da una carta che il giocatore deve utilizzare per formare un gruppo di idol da allenare nelle lezioni, tenere impegnate con incarichi lavorativi e far scontrare con idol di altri giocatori.
Il gameplay dello spin-off, Starlight Stage, consiste nel toccare a tempo le note che si vedranno cadere dalla parte superiore dello schermo dopo aver formato una squadra di idol, che aiuteranno utilizzando le loro abilità speciali.
Cinderella Girls ha ricevuto vari adattamenti, tra cui otto manga, tre raccolte di antologie manga, due talk show via web radio con ospiti le doppiatrici delle protagoniste, album e singoli image song e concerti dal vivo. Una serie televisiva anime, prodotta da A-1 Pictures e diretta da Noriko Takao, è stata trasmessa in Giappone tra il 10 gennaio e l'11 aprile 2015 e pubblicata in simulcast su Daisuki. Una seconda stagione è stata trasmessa dal 17 luglio al 16 ottobre 2015. Un adattamento anime del manga spin-off Cinderella Girls Theater (シンデレラガールズ劇場?, Shinderera Gāruzu Gekijō) di Kuma-Jet, prodotto da Gathering e diretto da Mankyū, è andato in onda in Giappone dal 4 aprile al 27 giugno 2017. In tutto il mondo, ad eccezione dell'Asia, gli episodi sono stati trasmessi in streaming in simulcast, anche coi sottotitoli in lingua italiana, da Crunchyroll.

## Trama
Il gioco e la serie sono incentrate sull'agenzia di talenti 346 Pro, dove un produttore cerca di formare un gruppo di idol per portarle al successo nel merito del progetto "The Cinderella Project". L'anime narra le vicende in particolare di tre ragazze, Rin Shibuya, Uzuki Shimamura e Mio Honda, insieme alle loro compagne idol, le quali entrano a far parte del progetto Cinderella.